# Dressed to Kill (album)
Dressed to Kill este un album din 1975 al trupei americane de hard rock, Kiss. Este al treilea album al formației și este unic prin faptul că a fost produs de președintele de la Casablanca Records, Neil Bogart.

## Tracklist
1. "Room Service" (Paul Stanley) (2:59)
2. "Two Timer" (Gene Simmons) (2:47)
3. "Ladies in Waiting" (Simmons) (2:35)
4. "Getaway" (Ace Frehley) (2:43)
5. "Rock Bottom" (Frehley, Stanley) (3:54)
6. "C'mon and Love Me" (Stanley) (2:57)
7. "Anything for My Baby" (Stanley) (2:35)
8. "She" (Simmons, Stephen Coronel) (4:08)
9. "Love Her All I Can" (Stanley) (2:40)
10. "Rock and Roll All Nite" (Simmons, Stanley) (2:49)

## Single
- "Rock and Roll All Nite" (1975)

## Componență
- Paul Stanley - chitară ritmică, voce; chitară (6), chitară acustică (5)
- Gene Simmons - chitară bas, voce; chitară (3)
- Ace Frehley - chitară, voce de fundal (10); chitară acustică (5)
- Peter Criss - baterie, percuție, voce